# Khuraman Gasimova
Khuraman Gasimova (en azerí: Xuraman Qasımova) es cantante de ópera de Azerbaiyán, Artista del Pueblo de la RSS de Azerbaiyán (1986).

## Biografía
Khuraman Gasimova nació el 6 de junio de 1951 en Bakú. En 1975 se graduó de la Academia de Música de Bakú. Desde 1976 fue solista del Teatro de Ópera y Ballet Académico Estatal de Azerbaiyán. Khuraman Gasimova participó en los concursos internacionales y ganó muchas medallas. Desde 1982 enseñó en la Academia de Música de Bakú. Desde 1994 es profesor del Conservatorio de Estambul. Khuraman Gasimova ha celebrado muchos conciertos en Bulgaria, Checoslovaquia, Malta, Francia, Austria, Turquía, Finlandia, etc.

## Actividades

### En teatro
- Sevil, Dilber – “Sevil” de Fikret Amirov
- Nigar – “Koroğlu” de Uzeyir Hajibeyov
- Mimi, Museta – “La bohème” de Giacomo Puccini
- Desdémona – “Otelo” de Giuseppe Verdi
- Aida – “Aida” de Giuseppe Verdi
- Marguerite – “Fausto” de Charles Gounod
- Tatiana – “Eugenio Oneguin” de Piotr Ilich Chaikovski
- Khurshidbanu Natavan – “Natavan” de Vasif Adigozalov

### Filmografía
- 1966 – “La chica morena”
- 1968 – “Pero, yo no era bella”
- 1972 – “La vida nos examina”
- 1981 – “La vida de Uzeyir”
- 1981 – “Tierra de música”
- 1982 – “Constructores de futuro”
- 1995 – “La llamada”
- 1998 – “Nuestra tristeza... Nuestro orgullo...”
- 2002 – “Director de cine Hasan Seyidbeyli”
- 2007 – “De corazón a corazón”
- 2007 – “Maestro Niyazi”

## Premios y títulos
- Artista de Honor de la RSS de Azerbaiyán
- Artista del Pueblo de la RSS de Azerbaiyán (1986)
- Orden Shohrat
- Orden Sharaf (2011)[3]